# ويليام هيرمان
ويليام هيرمان (بالإنجليزية: William Herrmann)‏ هو لاعب جمباز فني أمريكي، ولد في 11 يناير 1912 في فيلادلفيا في الولايات المتحدة، وتوفي في 6 أكتوبر 2003.

## وصلات خارجية
- ويليام هيرمان على موقع اللجنة الأولمبية الدولية (الإنجليزية)
- ويليام هيرمان على موقع أوليمبيديا (الإنجليزية)